# 70. honvedska pehotna divizija (Avstro-Ogrska)
70. honvedska pehotna divizija (izvirno nemško 70. Honvéd-Infanterie-Division) je bila pehotna divizija avstro-ogrskega Honveda, ki je bila aktivna med prvo svetovno vojno.

## Poveljstvo
Poveljniki 
- Anton Goldbach: september 1915 - avgust 1916
- Adalbert Sorsich von Severin: avgust 1916 - maj 1918
- Béla Berzeviczy von Berzevicze und Kakas-Lomnitz: maj - november 1918